# Jinyang-ho
Jinyang-ho (kor. 진양호) – wielozadaniowy zbiornik retencyjny w Korei Południowej, w prowincji Gyeongsangnam-do, na obszarze miasta wydzielonego Jinju. Budowę rozpoczęto w kwietniu 1962, ukończono w lipcu 1970. Betonowa zapora powstała w miejscu, gdzie łączą się wody rzek Gyeongho-gang i Deokcheon-gang, tworząc rzekę Nam-gang. Została dodatkowo wzmocniona w 1989. Zbiornik zajmuje powierzchnię 28,2 km². Jego pojemność to 300 mln m³. W 1983 poziom rozpuszczonego w wodzie tlenu wahał się od 6,0 do 9,6 ppm, biochemicznego zapotrzebowania tlenu w zakresie od 0,4 do 1,6 ppm.

## Fauna

### Awifauna

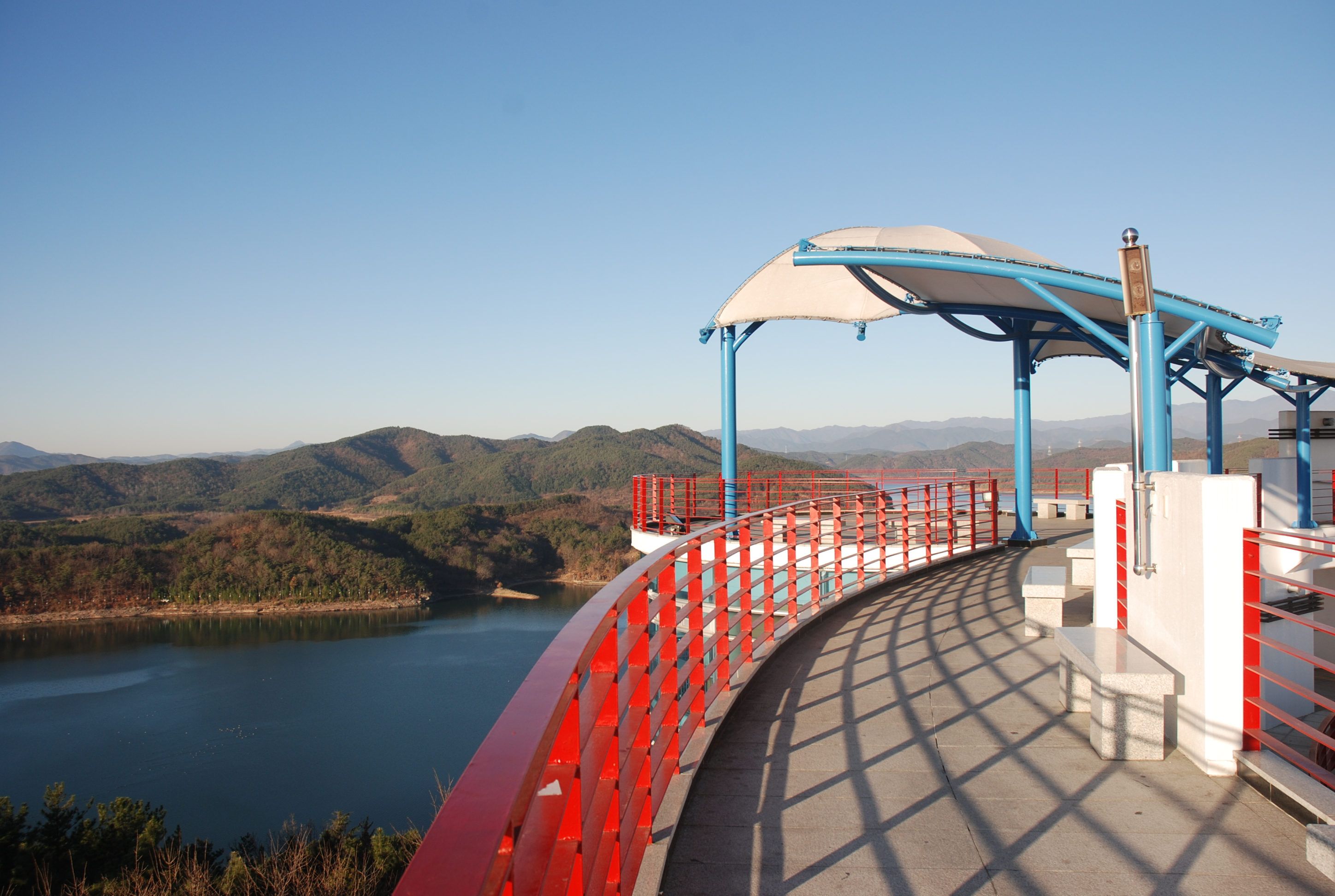
Platforma widokowa nad zbiornikiem

Obserwacje wykonywane od 1999 do 2014 potwierdziły występowanie 96 gatunków ptaków. W 2014 najliczniejsze były populacje: krzyżówki (Anas platyrhynchos), kaczki pstrodziobej (Anas poecilorhyncha), nurogęsi (Mergus merganser), mewy śmieszki (Chroicocephalus ridibundus), gęsi zbożowej (Anser fabalis) oraz gęsi białoczelnej (Anser albifrons). Odnotowano znaczące zmniejszenie się populacji m.in.: cyraneczki zwyczajnej (Anas crecca) – z obserwowanych 308 w 2004 do 94 w 2014 – oraz ogoniatki czubatej (Paradoxornis webbianus) – ze 100 w 2007 do 22 w 2014. Osobników m.in. głowienki zwyczajnej (Aythya ferina) oraz czuprynki (Mareca falcata) nie zauważano wcale, podczas gdy w 2008 odnotowano odpowiednio 128 i 593 osobniki. 
Oprócz tych stwierdzono obecność m.in.: przepiórki japońskiej (Coturnix japonica), bażanta zwyczajnego (Phasianus colchicus), łabędzia czarnodziobego (Cygnus columbianus), łabędzia krzykliwego (Cygnus cygnus), ohara (Tadorna tadorna), mandarynki (Aix galericulata), krakwy (Mareca strepera), świstuna zwyczajnego (Mareca penelope), płaskonosa zwyczajnego (Spatula clypeata), rożeńca zwyczajnego (Anas acuta) oraz bajkałówki (Sibirionetta formosa).

### Ichtiofauna
Badania przeprowadzone między kwietniem 2001 a marcem 2002 wykazały występowanie 44 gatunków ryb z 33 rodzajów. Spośród nich 27 gatunków należało do rodziny karpiowatych, cztery do piskorzowatych. Dominującym gatunkiem była ostrobrzuszka pospolita (Hemiculter leucisculus). Licznie występował też czebaczek amurski (Pseudorasbora parva). Potwierdzono także obecność m.in.: suma amurskiego (Silurus asotus), Niwaella multifasciata oraz Siniperca scherzeri. Najmniej zaobserwowano różanki wschodnioazjatyckiej (Rhodeus ocellatus), Coreoleuciscus splendidus, Microphysogobio rapidus, piskorza amurskiego (Misgurnus anguillicaudatus), Koreocobitis naktongensis, Pseudobagrus koreanus, Pseudobagrus brevicorpus oraz Liobagrus mediadiposalis – wszystkie poniżej 0,2% całkowitej ilości zaobserwowanych w zbiorniku osobników. 17 gatunków to endemity Półwyspu Koreańskiego, wśród nich: Coreoperca herzi, Koreocobitis naktongensis oraz Coreoleuciscus splendidus.

### Teriofauna
W strefie przybrzeżnej zbiornika stwierdzono występowanie wydry europejskiej (Lutra lutra).

### Bezkręgowce
Badania przeprowadzone w 1983 wykazały obecność 9 gatunków mięczaków – czterech gatunków ślimaków: Semisulcospira libertina, Cipangopaludina chinensis, Parafossarulus manchouricus, błotniarki uszatej (Radix auricularia) oraz pięciu gatunków małży: Nodularia douglasiae, szczeżui chińskiej (Sinanodonta woodiana), Lamprotula gottschei, Corbicula fluminea, Limnoperma lucustris.
Badania próbek wody wykazały występowanie w strefie przybrzeżnej zbiornika larw rodzaju Nilodosis z rodziny ochotkowatych.

## Klonorchoza
Spośród czterech gatunków występujących w akwenie ślimaków trzy: S. libertina, P. manchouricus oraz R. auricularia są ważne ze względów epidemiologicznych - osobniki tych gatunków są żywicielami pośrednimi dla przywr wnętrzniaków, których stadia ostateczne mogą pasożytować na ludziach. Odsetek zakażeń przywrami wynosił 6,9% u P. manchouricus i 4,8% u S. libertina. Część z nich była żywicielami przywr Clonorchis sinensis, wywołujących chorobę zwaną klonorchozą.  
Obszar, na którym położony jest zbiornik, znany jest jako ognisko endemiczne klonorchozy w Korei Południowej. W okręgu Hamyang, położonym na północ od zbiornika, wśród przebadanych w okresie od stycznia 2001 do marca 2002 roku stwierdzono zakażenie u 16% pacjentów (wśród mężczyzn chorobowość była wyższa – 21%, wśród kobiet – 10%).

## Ogród zoologiczny
Nad zbiornikiem położony jest ogród zoologiczny o tej samej nazwie. Założony został w 1986. Zajmuje powierzchnię około 30 000 m². W zoo przebywa około 260 zwierząt, reprezentujących 52 gatunki, m.in.: niedźwiedzie brunatne, lwy i wielbłądy. 29 listopada 2014 miał tam miejsce incydent, który ukazał niewłaściwy sposób gospodarowania ogrodami zoologicznymi w Korei Południowej i ich zły stan techniczny. Tego dnia niedźwiedź brunatny wydostał się z klatki i zaatakował lwicę, która padła tydzień później. Zarządzający zoo przekazali władzom miasta informację, że lew zdechł z przyczyn naturalnych, ponieważ przez tydzień nic nie jadł, a samo zdarzenie nie spowodowało żadnych zewnętrznych i wewnętrznych urazów. Z relacji świadków wynika jednak, że lew widocznie krwawił. Korea Joongang Daily podało, że zwierzęta trzymane są w niewłaściwych klatkach, dodatkowo o złym stanie technicznym.